# Bras Sagittaire-Carène

Structure de la Voie lactée.
Sur ce diagramme, le Soleil est représenté par un point jaune.

Le bras Sagittaire-Carène (ou tout simplement bras du Sagittaire) est un des quatre bras spiraux majeurs de notre galaxie.
La Voie lactée est une galaxie spirale barrée, par conséquent, les bras émergent d'une barre centrale. La terminaison du bras du Sagittaire la plus proche de la barre est connectée avec le bout de cette même barre, faisant de ce bras un des deux plus long de la galaxie. L'autre grand bras est celui de la Règle.
Le bras du Sagittaire est relativement interne et dense. Il est situé entre le bras Écu-Croix et le bras d'Orion (celui dans lequel se trouve le Soleil). Il est ainsi nommé en raison de sa proximité apparente avec la constellation du Sagittaire, qui pointe en direction du centre galactique.
Le bras Sagittaire-Carène est en réalité divisé en deux parties. Celle émergeant de la barre centrale constitue le bras du Sagittaire à proprement parler, tandis que la partie plus extérieure s'appelle le bras de la Carène.

## Objets visibles
Certains objets de Messier peuvent être vus dans le bras spiral Sagittaire-Carène :
- La nébuleuse de la Lagune (M8)
- L'amas du Canard sauvage (amas ouvert M11)
- La nébuleuse de l'Aigle (M16)
- La nébuleuse M17
- L'amas ouvert M18
- La nébuleuse Trifide (M20)
- L'amas ouvert M21
- L'amas stellaire M24
- L'amas ouvert M26
- L'amas globulaire M55